# Montehermoso
Montehermoso – gmina w Hiszpanii, w Estremadurze, w prowincji Cáceres. Zamieszkuje ją 5710 osób. Wioska położona jest w północnej części województwa, w odległości 24 km do Plasencia oraz 90 km do Cáceres.